# Forever You
Forever You es el sexto álbum de estudio de la banda japonesa de J-Rock Zard. Este disco fue publicado el 10 de marzo de 1995.

## Lista de canciones
Toda la música y lírica es autoría de Izumi Sakai
- 1- Imasugu Ai ni Kite (今すぐ会いに来て?)
- 2- High Heel Nugi Sutete (ハイヒール脱ぎ捨てて?)
- 3- Forever You
- 4- Mō Nigetari Shinai wa Omoide kara (もう逃げたりしないわ 想い出から?)
- 5- Anata o Kanjiteitai (あなたを感じていたい?)
- 6- Kiraku ni Ikō (気楽に行こう?)
- 7- I'm In Love
- 8- Konna ni Soba ni Iru no ni (こんなにそばに居るのに?)
- 9- Just Believe in Love
- 10 Hitomi Sorasanai de (瞳そらさないで?)

- Datos: Q3266389